# Caravan (Band)
Caravan ist eine britische Band, deren Stil u. a. als Progressive Rock, Art-Rock bzw. Avantgarde-Rock klassifiziert wurde.
Am treffendsten ist wohl die herkunftsbezogene Angabe ‚Canterbury Sound‘, da Caravan sich 1967/68 aus dem dicht gewobenen Netz jener stilbildenden Musikszene in Canterbury formierte, die auch die Gruppen Soft Machine, Matching Mole und Hatfield and the North hervorbrachte und in der Musiker wie Kevin Ayers, Hugh Hopper, Robert Wyatt und der aus Australien stammende Daevid Allen wichtige Kristallisationspunkte darstellten.

## Geschichte
Urmutter der Canterbury-Szene war die 1963 gegründete Gruppe Wilde Flowers, die sich im Juni 1967 auflöste. Ihr hatten bis 1966 schon einige Gründer von Soft Machine angehört (Robert Wyatt, Kevin Ayers, Hugh Hopper). Vier der verbliebenen Wilde Flowers bildeten Anfang 1968 Caravan, nämlich der Gitarrist Pye Hastings, Bassist Richard Sinclair, dessen Cousin Dave Sinclair an den Keyboards sowie Richard Coughlan am Schlagzeug. Die erste Besetzung von Caravan war mit diesen vier Mitgliedern komplett und im Oktober 1968 erschien die Debüt-LP Caravan mit, so heißt es, mäßigem und zunächst nur auf Großbritannien beschränkten Erfolg. Durch Rundfunk-, Fernseh- und Festivalauftritte gelang es der Gruppe jedoch zunehmend, auf sich aufmerksam zu machen und auch auf dem Kontinent Anhänger zu gewinnen.
Mit den bis zum Juli 1971 erschienenen weiteren Alben If I Could Do It All Over Again, I'd Do It All Over You sowie In the Land of Grey and Pink gelang der endgültige Durchbruch. Die drei ersten LPs gelten heute noch als jene, die den klassischen Caravan-Sound authentisch repräsentieren: witzige Texte; eingängige, dabei aber nicht simple Themen; Jams, die eine halbe LP-Seite einnehmen, mit jazzigem und zum Teil psychedelischem Einschlag; Musik, die im Vergleich mit Soft Machine eher auf Easy Listening ausgerichtet ist. Charakteristisch sind dabei David Sinclairs Orgelspiel und Pye Hastings’ Gesang.
Ab Mitte 1971 lassen sich häufige Wechsel der Gruppenzusammensetzung registrieren; als Konstanten im Line-Up erwiesen sich lediglich Hastings und Coughlan. (Amüsant nachzuvollziehen auch anhand des kommentierten „Canterbury Family Tree“, der 1977 dem Soft Machine-Album Triple Echo beilag). Die musikalische Ausrichtung von Caravan veränderte sich seitdem nach Auffassung von vielen Fans und Kritikern, insbesondere nach dem vierten Album Waterloo Lily vom Mai 1972, eher zu ihren Ungunsten. Anheizerjobs für Slade und Status Quo in Australien ließen eine teilweise Hinwendung zu konventionellen Songstrukturen ratsam erscheinen. Trotzdem bewältigte die Band ihren Spagat zwischen kunstvollen Instrumentalpassagen und den weltlichen Erfordernissen des Rockgeschäfts meist recht gut. Das Album Cunning Stunts konnte sich im Vereinigten Königreich immerhin auf Position 50 der Album-Charts vorkämpfen und erreichte in den USA Platz 124. Blind Dog At St. Dunstan's brachte es noch einmal auf Platz 53 in den britischen Charts.
1978 löste sich Caravan das erste Mal offiziell auf, um seit 1980 in erneut veränderter Zusammensetzung mehrfach wieder aufzuleben – nun überwiegend als Live-Band. Dabei traf zwischenzeitlich auch die Ausgangsformation wieder zusammen.
2006 traten Jim Leverton und Geoffrey Richardson als Mitglieder der Band von Paul Roland auf dessen Album Re-Animator auf.

## Diskografie
- 1968: Caravan
- 1970: If I Could Do It All Over Again, I'd Do It All Over You
- 1971: In the Land of Grey and Pink
- 1972: Waterloo Lily
- 1973: For Girls Who Grow Plump in the Night
- 1974: Caravan and the New Symphonia
- 1975: Cunning Stunts
- 1976: Blind Dog at St. Dunstan's
- 1976: Best Of Caravan (Canterbury Tales) 1-CD-Ausgabe
- 1977: Better By Far
- 1979: Songs and Signs
- 1980: The Album
- 1982: Back To Front
- 1988: Looking back
- 1990: Caravan Live
- 1991: With an ear to the ground
- 1991: BBC Radio One Live in Concert (1975)
- 1994: Cool Water
- 1994: Best Of Caravan (Canterbury Tales) 2-CD-Ausgabe
- 1995: The Battle of Hastings
- 1996: All Over You
- 1997: Canterbury Comes to London (Live)
- 1998: Back on the Tracks (Live in Holland)
- 1998: Songs For Oblivion Fishermen
- 1998: Ether Way
- 1998: Show of Our Lives
- 1998: Travelling man
- 1999: Surprise Supplies
- 1999: All Over You Too
- 1999: Headloss
- 2000: The HTD Years (Compilation)
- 2002: Live at the Fairfield Halls 1974
- 2002: Green Bottles For Marjorie; The Lost BBC Sessions
- 2002: Travelling Ways
- 2002: For Girls Who Grow Plump in the Night (Remastered mit Bonus-Tracks)
- 2003: The Unauthorised Breakfast Item
- 2003: Live UK Tour 1975
- 2005: Grey, Pink & Gold
- 2007: The Show of Our Lives – Caravan at the BBC 1968–1975
- 2010: The World Is Yours – The Anthology 1968–1976 (4CDs)
- 2013: The Back Catalogue Songs
- 2013: Paradise Filter
- 2021: It's None of Your Business

## Filmografie
- 2005: The 35th anniversary concert (DVD)
- 2011: Filmed live at Metropolis Studios (DVD)
- 2012: Recorded live in concert at Metropolis Studios London (CD/DVD)
- 2014: Caravan Live at RoSFEST Gettysburg USA (DVD)
- 2015: Romantic Warriors III: Canterbury Tales (DVD)
- 2015: Access all areas (CD/DVD)